# The Dogs D'Amour
The Dogs D'Amour är ett brittiskt rockband, som hade sin storhetstid i slutet av 1980-talet. Primus motor för gruppen har alltid varit frontmannen Tyla, som i dag använder namnet The Dogs D'Amour för sina soloprojekt. Gruppen fann aldrig den breda publiken, men åtnjuter i dag någon sorts kultstatus - och sålde på 1980-talet relativt många skivor, speciellt i Storbritannien och Norden. Deras musik har beskrivits som en mix av Rolling Stones klassiska rock och Hanoi Rocks glam-punk. Mot 1990-talet sökte sig också tydliga country & western-influenser in i musiken. 

## Biografi

### Starten - turbulens i personalen
The Dogs D'Amour grundades 1983 i Birmingham av Ned Christie (eg Robert Stoddard), en amerikansk sångare som vid tiden bodde i England och gitarristen Tyla (Timothy Taylor). En prototyp till gruppen, The Bordello Boys, hade skapats 1982 av Tyla. Andra tidiga medlemmar inkluderade gitarristen Nick Halls, basisten Karl Watson och trummisen Bam Bam. 
I den här formationen spelade The Dogs D'Amour in flera demolåtar och gjorde runt 50 konserter. År 1984 följde bandet Hanoi Rocks fotspår till Finland, där de fick ett skivkontrakt med det obskyra Kumibeat Records. Det resulterade i skivan The State We're In, som inte fick någon större spridning. Tyla, som skrev största delen av musiken, och Christie råkade i luven på varandra över bandets musikaliska riktning, vilket resulterade i att Christie lämnade gruppen samma år, strax efter att de återvänt till Storbritannien. I samma veva dumpades Halls och Bam Bam, de ersattes av gitarristen Dave Kusworth och trumslagaren Paul Hornsby. The Dogs D'Amour hade nu inget skivkontrakt och Bam Bam och Tyla hade ett annat projekt, On the Wire, på sidan om. Det här ledde till ytterligare turbulens och skepsis gentemot gruppens framtid. Således blev varken Kusworth eller Hornsby långlivade, utan lämnade gruppen för att ersättas av gitarristen Jo Almeida och Bam Bam, som igen slöt sig till ledet. 
Gruppen lyckades skriva på ett skivkontrakt med bolaget Watanabe i Japan, men det blev trots det ingen skiva. I det skedet lämnade Watson gruppen, för att ersättas av Mark Duncan, som i sin tur snart fick stiga åt sidan för den schweiziska basisten Mark Drax. Drax lämnade också bandet snabbt, och in kom Steve James år 1987. Det här blev en något så när statisk line-up: Tyla, Jo Almeida (eller Jo Dog), Steve James och Bam Bam. 

### Sent 80-tal, tidigt 90-tal, skivorna och den relativa storheten
1988 förde med sig stabilitet i leden och ett skivkontrakt med bolaget China. Det ledde till den andra skivan, In the Dynamite Jet Saloon, som mer eller mindre öppnade den brittiska publikens ögon för dem. Från skivan släpptes tre måttligt populära singlar, som efterföljdes av skiva nummer tre, A Graveyard of Empty Bottles. Den skivan (också släppt 1988) var enligt Tyla i en intervju  vid tiden, mer en "special limited edition"-grej med akustisk bas och en Dylan-lik flirt med folk och country & western.
Ironiskt nog var det den skiva som nådde högst på den brittiska listan, ända upp till 16:e plats, och släpade bandet ut ur de små lokalerna till större klubbar. Under den här idén lyckades The Dogs D'Amour också ta sig ut på en turné tillsammans med glamrocklegenderna Mick Ronson och Ian Hunter. Den största hiten, Satellite Kid, kom med skivan Erroll Flynn (1989), som på grund av rättsliga skäl gavs ut som King of the Thieves i USA. Också den skivan togs väl emot av publiken och det såg ut som om The Dogs D'Amour var på väg mot ett ordentligt genombrott. Men, som så ofta i musikvärlden, var det den genialitet som gränsar till galenskap, som välte gruppen. Sångaren och låtskrivaren Tyla, kämpade med ett alkoholintag som inte rörde sig inom gränsen för det hälsosamma, och hans irrationella beteende gjordes inte bättre av att han lämnades av sin fru. De inre spänningarna och misstänksamheten mot Tylas mentala hälsa kulminerade på scen i Los Angeles år 1990, då sångaren skar upp sitt bröst med en trasig flaska, och lämnade blödande sår som krävde 30 stygn. Strax efteråt splittrades gruppen. 
Bam Bam hoppade över till The Wildhearts och Tyla skrev en poesibok, men The Dogs D'Amour lyckades samla sig själva igen ett år senare, den här gången utan Jo Almeida, som ersattes av gitarristen Darrell Bath. År 1993 släpptes den sjätte skivan, ...More Uncharted Heights of Disgrace, som också den gavs ut till goda recensioner och sålde skapligt. 
Men 1994 hade gruppen igen splittrats, efter att den gett ut skivan The Life And Time of a Ballad Monger. Trots att alla bandmedlemmar ur The Dogs D'Amour medverkade, gavs den ut som Tylas soloskiva. 

### 2000-talet och ytterligare en återförening
År 2000 återförenades The Dogs D'Amour ännu en gång, den här gången med uppställningen Tyla, Almeida, Bam och Share Pedersen (Bams fru och f.d. medlem av Vixen) på bas. De gjorde en kort turné och gav ut skivan Happy Ever After, men splittrades ånyo strax efteråt. 
Sedan dess har Tyla gett ut ytterligare två skivor under namnet The Dogs D'Amour, men på dem spelar han själv de flesta instrumenten. Bandet återförenades för en tribut till The New York Dolls år 2004. 
Jo Almeida har efter och mellan The Dogs D'Amour spelat i olika uppsättninger, främst den misslyckade supergruppen Shooting Gallery och Sonic Boom med Paul Black. I dag gör han sig ett namn inom USA:s country-scen och sysselsätter sig som konstnär. Robert Stoddard har bland annat figurerat inom LA Guns och James turnerade i mitten på 1990-talet med sitt projekt The Last Bandits. Bam Bam har fungerat i ett otal olika sammansättningar, bland annat The Wildhearts, Mary Jane, Borracho, Subcool och Bubble.

## Medlemmar
| 1983-1984 - Ned Christie - sång - Tyla - gitarr - Nick Halls - gitarr - Karl Watson- bas - Bam Bam - trummor | 1984-1985 - Tyla - sång, gitarr - Dave Kusworth - gitarr - Karl Watson- bas - Paul Hornsby - trummor | 1985 - Tyla - sång, gitarr - Jo Almeida - gitarr - Karl Watson- bas - Bam Bam - trummor        | 1986 (1) - Tyla - sång, gitarr - Jo Almeida - gitarr - Mark Duncan- bas - Bam Bam - trummor      |
| 1986 (2) - Tyla - sång, gitarr - Jo Almeida - gitarr - Mark Drax- bas - Bam Bam - trummor                    | 1987-1990 - Tyla - sång, gitarr - Jo Almeida - gitarr - Steve James- bas - Bam Bam - trummor         | 1991-1994 - Tyla - sång, gitarr - Darrell Bath - gitarr - Steve James- bas - Bam Bam - trummor | 2000-2001 - Tyla - sång, gitarr - Jo Almeida - gitarr - Share Pedersen - bas - Bam Bam - trummor |
| 2004 - Tyla - sång, gitarr, bas, rytminstrument - Yella - sång - Juli - trummor - Henry Twinch - keyboards   | 2005- - Tyla - sång, alla instrument - Yella- sång                                                   |                                                                                                |                                                                                                  |

## Diskografi
- The State We're In (1984)
- In the Dynamite Jet Saloon (1988)
- A Graveyard of Empty Bottles (1988)
- Erroll Flynn/King of the Thieves (1989)
- Straight??!! (1990)
- ...More Uncharted Heights of Disgrace (1993)
- Happy Ever After (2000)
- When Bastards Go To Hell (2004)
- Lest Sleeping Dogs... (2005)